# Ребет, Лев Михайлович
Лев Миха́йлович Ре́бет (псевдоним Кил; 3 марта 1912, Стрый — 12 октября 1957, Мюнхен) — украинский публицист и адвокат, один из лидеров Организации украинских националистов.

## Биография
Лев Карол Ребет родился 3 марта 1912 года, в городе Стрый в семье почтового урядника Михаила Ребета и Екатерины Недокис. По данным некоторых СМИ, имел еврейское происхождение, что подвергается сомнению в других СМИ. Энциклопедия всемирного наследия (World Heritage Encyclopedia) сообщает, что Лев Ребет родился в греко-католической семье. Обзор истории города Стрый, описывающий польскую, еврейскую и украинскую общины города, относит Льва Ребета к последней. В словаре фамилий евреев Галиции, включающем около 35 тысяч фамилий, в том числе около 3 тысяч из города Стрый и его уезда, но не упоминающем непосредственно Льва Ребета, нет фамилий Ребет и Недокис: в записях актов гражданского состояния XIX века, на основе которых словарь был составлен, ни один их носитель не был иудейского вероисповедания.
Учился в общеобразовательной украинской польской школе, где в 15 лет в 1928 году стал членом УВО и ещё ранее был активистом украинской скаутской организации «Пласт».
После окончания гимназии окончил факультет права Львовского университета.
С 1934 года руководитель Организации украинских националистов ОУН в городе Стрый.
После ареста И. Мащака с 1935 по 1938 год краевой руководитель ОУН. После начала Второй мировой войны перебрался в Краков. При расколе ОУН поддержал фракцию Бандеры.
После нападения Германии на Советский Союз в составе «походной группы ОУН» прибыл во Львов. При провозглашении Украинского государства» 30 июня 1941 года был назначен заместителем руководителя украинского правительства во главе с Ярославом Стецько, а после перемещения последнего немецкими властями в Берлин — исполняющим обязанности главы правительства.
После ареста осенью 1941 и до октября 1944 года содержался в концлагере Освенцим. Затем был освобождён немцами для организации антисоветской борьбы.
С конца 1944 года жил в Мюнхене, был представителем Украинского главного освободительного совета.
1945—1948 — главный судья ОУН(б) за границей.
С 1948 года — вместе с Миколой Лебедем, Иваном Бутковским и Мирославом Прокопом стал одним из руководителей организации, выделившейся из ОУН(б), так называемой «Заграничной ОУН» или ОУН(з), а с 1956 года возглавлял её вместе с Зиновием Матлой.

## Научная деятельность
1949 год — защитил кандидатскую диссертацию на тему «Государство и нация».
С 1952 года — доцент, а с 1954 г. — профессор государственного права Украинского свободного университета г. Мюнхен.
С 1955 года — главный редактор общественно-политического журнала «Український самостійник».
Автор многочисленных работ по теории и истории украинской нации, в частности, «Теория нации», «Государство и нация», «Формирование украинской нации», «Свет и тени ОУН», «Происхождение украинцев, россиян и белорусов в свете современных советских теорий».

## Убийство
Лев Ребет был убит 12 октября 1957 года агентом КГБ Б. Сташинским, так же, как впоследствии С. Бандера (15 октября 1959 года). За ходом операции следил Никита Хрущёв. Украинская эмигрантская пресса сообщила о смерти Льва Ребета «от сердечного приступа», то, что он был убит специальным ядом, стало известно позже.

В 9:30 на третье утро после прибытия в Мюнхен Сташинский выследил свою жертву. Лев Ребет выходил из трамвая поблизости от места работы. Сташинский с завёрнутым в газету цилиндром, предохранитель которого был спущен, быстро опередил Ребета. Он стал подниматься по винтовой лестнице. На втором этаже Богдан услышал шаги внизу. Он повернулся и начал спускаться, держась правой стороны, чтобы Ребет прошёл слева. Когда Ребет был на пару ступенек ниже, Сташинский выбросил вперёд правую руку и нажал спуск, выпустив струю прямо в лицо писателю. Не замедляя шаг, он продолжал спускаться. Он услышал, как Ребет упал, но не обернулся. Выйдя на улицу, он зашагал в сторону Кёгльмюльбах-канала и выбросил пустой цилиндр в воду.— Assasin Disarmed By Love, by John L. Steele, Life, September 7, 1962
Был похоронен на кладбище Вальдфридхоф в Мюнхене.
30 октября 2010 года перезахоронен во Львове на Лычаковском кладбище. На перезахоронении присутствовали первые лица города во главе с мэром Андреем Садовым.